# NGC 4871
NGC 4871 (również PGC 44606) – galaktyka soczewkowata (S0), znajdująca się w gwiazdozbiorze Warkocza Bereniki. Odkrył ją Heinrich Louis d’Arrest 10 maja 1863 roku. Jest to galaktyka aktywna.